# Рудниця (Подчетртек)
Рудниця (словен. Rudnica) — поселення в общині Подчетртек, Савинський регіон, Словенія. Висота над рівнем моря: 548,1 м.